# Esterel Technologies
Esterel Technologies est une entreprise active de 2000 à 2018,  principal fournisseur mondial d’outils de conception, de validation et de génération de code pour les applications critiques embarquées à partir de leur description formelle sous forme de modèle, dans les industries aérospatiale, de défense, du transport ferroviaire et de l'énergie.
La famille de produits Esterel SCADE offre un environnement intégré de conception et développement pour les applications logicielles critiques embarquées. Les solutions logicielles Esterel SCADE permettent la conception graphique, la vérification par la simulation et les méthodes formelles, et la génération de code certifié. Des produits de gestion d'exigences, de gestion de configuration et de génération automatique de documentation sont également inclus, réduisant le temps de certification des applications.
Le 27 mai 2019 la société est absorbée par Ansys France son seul actionnaire.

## Historique
Esterel Technologies est une start-up de Simulog (elle-même start-up d’Inria) créée en 1999, dans le but de commercialiser des outils basés sur les langages Lustre et Esterel développés à l’institut. Gérard Berry a été directeur scientifique de 2001 à 2009 .
Esterel Studio est vendu à Synfora (aujourd’hui Synopsys) en 2009.
ANSYS rachète Esterel Technologies en mai 2012 pour environ 42 millions d’euros,.

## Produits
SCADE Suite est un éditeur pour le langage graphique synchrone, SCADE, issu de Lustre. Son principal avantage est d'avoir une description de niveau "Low Level Requirement" pour la DO-178, et non un niveau "code", ce qui demande plus de tests. Le compilateur, KCG, génère des fonctions C ou Ada, qui seront ensuite reprises par le simulateur sur un ordinateur hôte, ou utilisées pour la cible embarquée.
SCADE Display est un éditeur d'interface graphique, qui s'utilise comme un éditeur de dessin vectoriel. Son compilateur génère des fonctions C, qui utilisent un backend OpenGL.
SCADE System est un outil de description de système, vu "de haut" (ingénierie des systèmes). Il est basé sur SysML.